# Abbaye de Montigny-lès-Vesoul

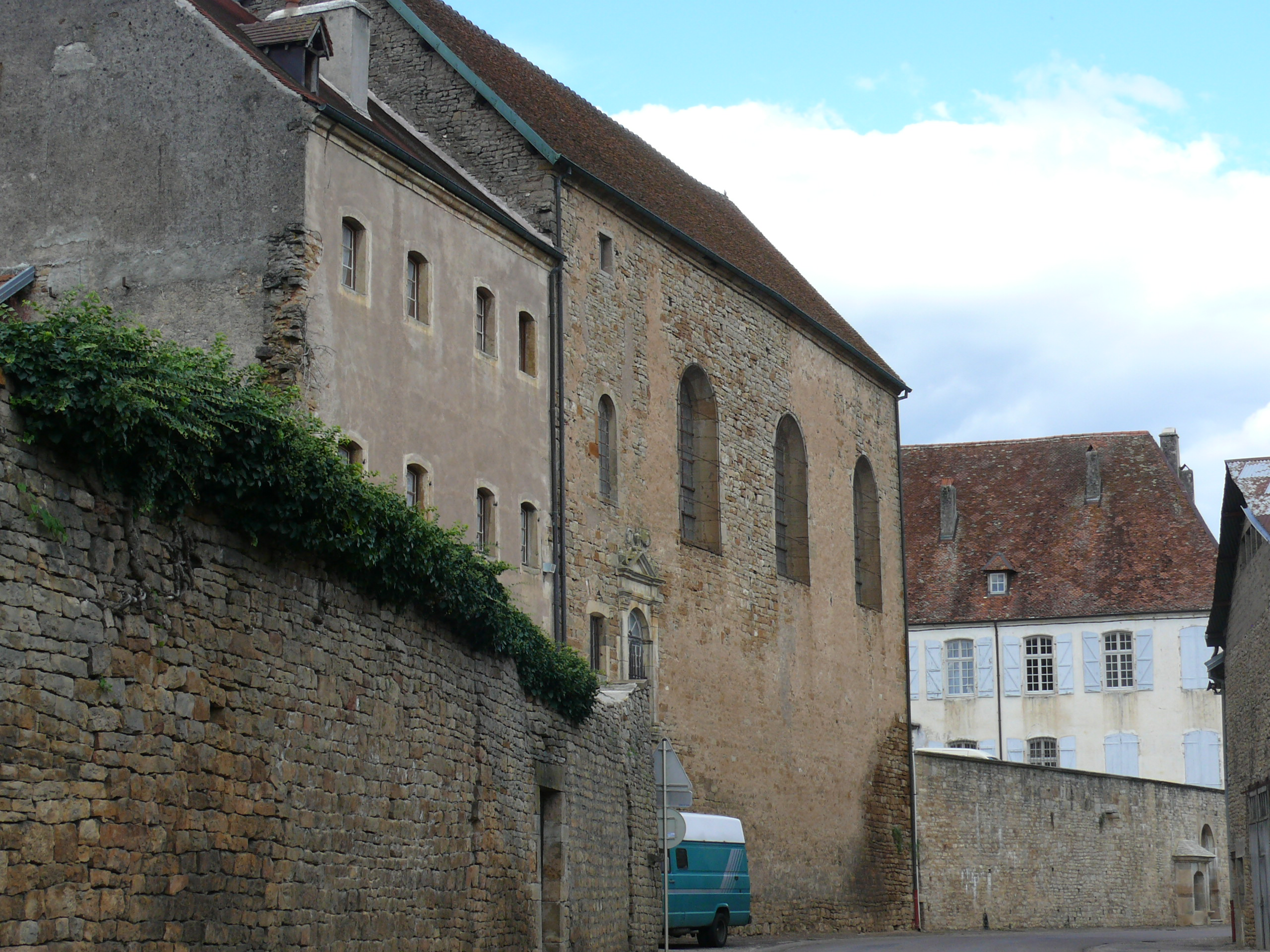
Abbaye de Montigny-lès-Vesoul

Die Abbaye de Montigny-lès-Vesoul (auch Abbaye des Dames Nobles, deutsch Abtei der edlen Damen) ist eine 1286 gegründete ehemalige Abtei der Klarissen-Urbanistinnen in der ostfranzösischen Gemeinde Montigny-lès-Vesoul. Die heutigen Gebäude stammen größtenteils aus dem 18. Jahrhundert.

## Geschichte
Héloïse de Joinville, Schwester von Jean de Joinville und Witwe von Jean de Faucogney, beabsichtigte bereits 1265 die Einrichtung eines Frauenklosters in Montigny. Die Gründung der Abtei wurde schließlich im Jahr 1286 am Flurort Champ de Blacon vollzogen. Einnahmen durch Zehnten und eigene Güter in den umliegenden Dörfern Montigny, Chariez, Montsote und Grange-du-Bois sicherten die Versorgung des Stifts.

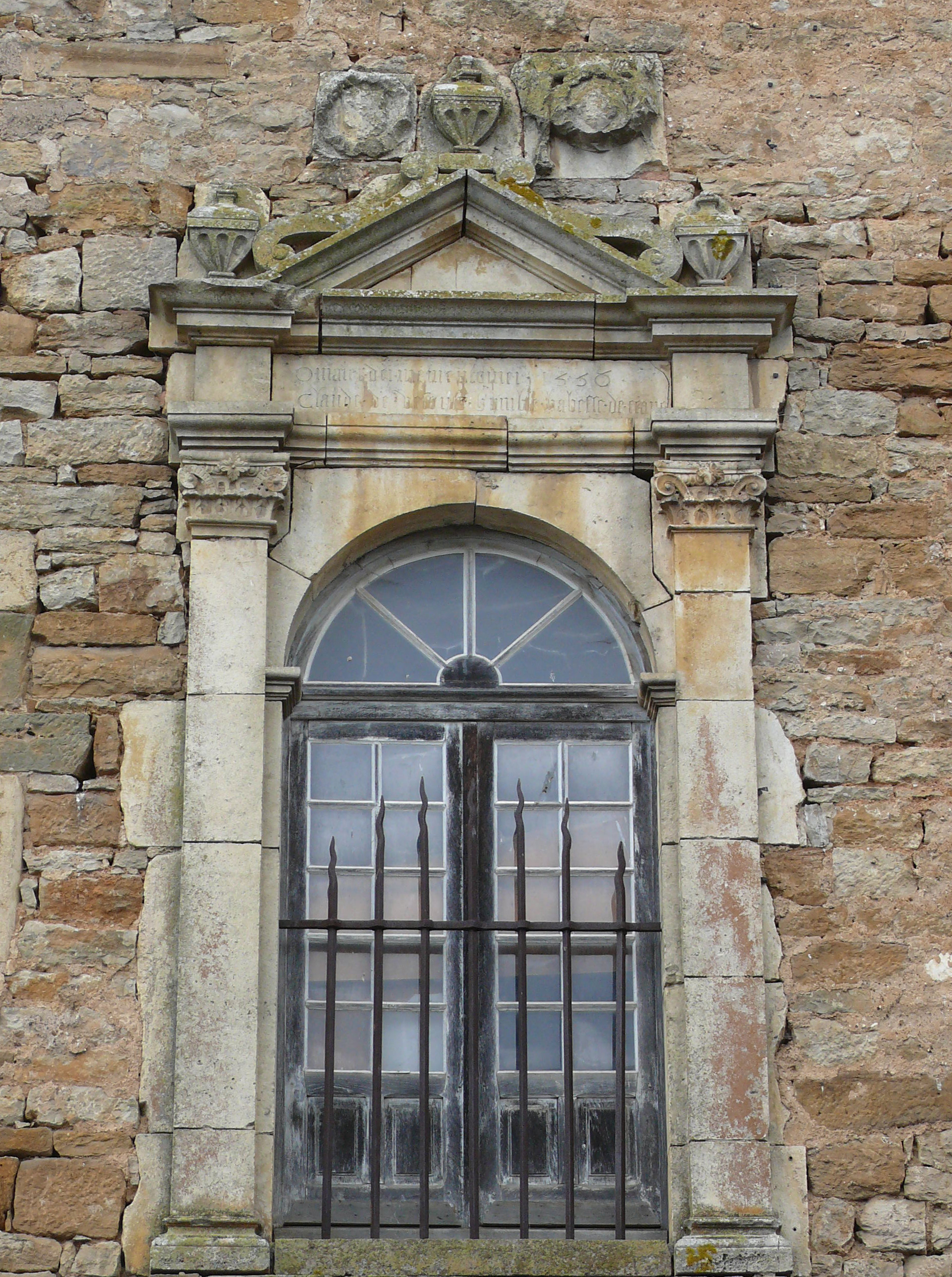
Dekoriertes Fenster mit der Inschrift: O mater Dei, memento mei. 1556 / Claude de Vesoulz, humble habesse de ceans.

Die Schwestern lebten in Einzelhäusern unweit der Kapelle und kamen nur zur Ausübung der Frömmigkeit zusammen. Um in den Orden aufgenommen zu werden, musste eine adlige Abstammung väterlicherseits nachgewiesen werden. Diese Regelung wurde lange Zeit beibehalten, im Jahr 1731 erließ König Ludwig XV. jedoch, dass darüber hinaus die zweite Elterngeneration adlig sein musste, sowohl mütterlicher- als auch väterlicherseits.
Die Gebühr für die Aufnahme in das Kloster, die erst ab dem 15. Lebensjahr erfolgen durfte, betrug 1333 Livres 6 Sous und 8 Denier (entspricht 2000 burgundische Francs). Als Bekleidung war ein schwarzes Kleid mit weißem Gürtel vorgeschrieben. Ab 1740 trugen die Ordensfrauen den Titel einer Kanonissin und mussten mindestens 18 Jahre alt sein. 1789 zählte die Abtei 32 Glaubensschwestern.
Die Gebäude wurden mehrmals in der Neuzeit zerstört, besonders von den Routiers im Jahr 1356, dann von den Écorcheurs im Jahr 1437. Die benachbarten Grundherren profitierten von der Enteignung ihrer Güter. 1595 legte Louis de Beauvau das Kloster erneut in Schutt und Asche. Während des Dreißigjährigen Krieges musste es von den Schwestern schließlich aufgegeben werden. Die Gebäude brannten ein weiteres Mal im Jahr 1686 ab und wurden im 18. Jahrhundert wieder neu aufgebaut. Die Klosterkirche entstand 1725 bis 1729 nach Plänen von Jean-François Tripard, die restlichen Gebäude der Anlage wurden 1769 vom Architekt Jean-Charles Colombot wieder hergerichtet.
Während der Französischen Revolution wurde die Abtei zum Nationalgut erklärt.
Der eingefriedete Weinberg der Abtei und die ehemaligen Wirtschaftsgebäude des Stiftsbezirks sind seit dem 9. November 1994 als eingetragene Denkmäler (Monuments historiques) verzeichnet. Die verbleibenden Stiftsgebäude, einschließlich der Klostergärten, der Abteikirche, des Hofes und der Stützmauern an der Straße nach Süden, haben seit dem 25. April 1997 den Status eines klassifizierten Denkmals.